# Lũng Nam

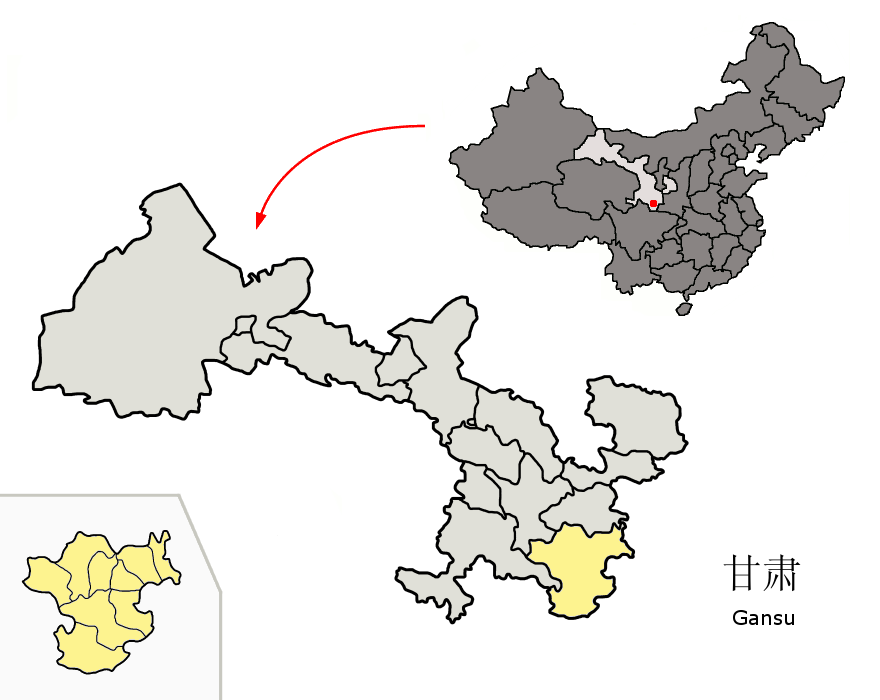
Vị trí của Lũng Nam (màu vàng) tại Cam Túc

Lũng Nam (chữ Hán: 陇南; bính âm: Lǒngnán) là một địa cấp thị thuộc tỉnh Cam Túc, Cộng hòa Nhân dân Trung Hoa.

## Thời tiết
| Dữ liệu khí hậu của Longnan (Wudu District, 1981−2010 normals)                         | Dữ liệu khí hậu của Longnan (Wudu District, 1981−2010 normals) | Dữ liệu khí hậu của Longnan (Wudu District, 1981−2010 normals) | Dữ liệu khí hậu của Longnan (Wudu District, 1981−2010 normals) | Dữ liệu khí hậu của Longnan (Wudu District, 1981−2010 normals) | Dữ liệu khí hậu của Longnan (Wudu District, 1981−2010 normals) | Dữ liệu khí hậu của Longnan (Wudu District, 1981−2010 normals) | Dữ liệu khí hậu của Longnan (Wudu District, 1981−2010 normals) | Dữ liệu khí hậu của Longnan (Wudu District, 1981−2010 normals) | Dữ liệu khí hậu của Longnan (Wudu District, 1981−2010 normals) | Dữ liệu khí hậu của Longnan (Wudu District, 1981−2010 normals) | Dữ liệu khí hậu của Longnan (Wudu District, 1981−2010 normals) | Dữ liệu khí hậu của Longnan (Wudu District, 1981−2010 normals) | Dữ liệu khí hậu của Longnan (Wudu District, 1981−2010 normals) |
| Tháng                                                                                  | 1                                                              | 2                                                              | 3                                                              | 4                                                              | 5                                                              | 6                                                              | 7                                                              | 8                                                              | 9                                                              | 10                                                             | 11                                                             | 12                                                             | Năm                                                            |
| -------------------------------------------------------------------------------------- | -------------------------------------------------------------- | -------------------------------------------------------------- | -------------------------------------------------------------- | -------------------------------------------------------------- | -------------------------------------------------------------- | -------------------------------------------------------------- | -------------------------------------------------------------- | -------------------------------------------------------------- | -------------------------------------------------------------- | -------------------------------------------------------------- | -------------------------------------------------------------- | -------------------------------------------------------------- | -------------------------------------------------------------- |
| Cao kỉ lục °C (°F)                                                                     | 15.3 (59.5)                                                    | 21.6 (70.9)                                                    | 29.2 (84.6)                                                    | 33.2 (91.8)                                                    | 35.7 (96.3)                                                    | 37.6 (99.7)                                                    | 38.3 (100.9)                                                   | 38.6 (101.5)                                                   | 37.0 (98.6)                                                    | 29.2 (84.6)                                                    | 23.0 (73.4)                                                    | 17.3 (63.1)                                                    | 38.6 (101.5)                                                   |
| Trung bình ngày tối đa °C (°F)                                                         | 8.3 (46.9)                                                     | 11.2 (52.2)                                                    | 15.9 (60.6)                                                    | 21.9 (71.4)                                                    | 26.3 (79.3)                                                    | 28.9 (84.0)                                                    | 30.8 (87.4)                                                    | 29.9 (85.8)                                                    | 24.8 (76.6)                                                    | 19.6 (67.3)                                                    | 14.9 (58.8)                                                    | 9.4 (48.9)                                                     | 20.2 (68.3)                                                    |
| Trung bình ngày °C (°F)                                                                | 3.7 (38.7)                                                     | 6.5 (43.7)                                                     | 10.7 (51.3)                                                    | 16.0 (60.8)                                                    | 20.2 (68.4)                                                    | 23.1 (73.6)                                                    | 25.2 (77.4)                                                    | 24.3 (75.7)                                                    | 19.9 (67.8)                                                    | 15.1 (59.2)                                                    | 10.0 (50.0)                                                    | 4.6 (40.3)                                                     | 14.9 (58.9)                                                    |
| Tối thiểu trung bình ngày °C (°F)                                                      | 0.0 (32.0)                                                     | 3.0 (37.4)                                                     | 6.8 (44.2)                                                     | 11.5 (52.7)                                                    | 15.4 (59.7)                                                    | 18.6 (65.5)                                                    | 20.8 (69.4)                                                    | 20.2 (68.4)                                                    | 16.5 (61.7)                                                    | 11.8 (53.2)                                                    | 6.3 (43.3)                                                     | 0.8 (33.4)                                                     | 11.0 (51.7)                                                    |
| Thấp kỉ lục °C (°F)                                                                    | −7.5 (18.5)                                                    | −7.8 (18.0)                                                    | −3.6 (25.5)                                                    | −2.1 (28.2)                                                    | 5.1 (41.2)                                                     | 10.1 (50.2)                                                    | 14.8 (58.6)                                                    | 12.3 (54.1)                                                    | 8.4 (47.1)                                                     | 0.9 (33.6)                                                     | −4.8 (23.4)                                                    | −8.6 (16.5)                                                    | −8.6 (16.5)                                                    |
| Lượng Giáng thủy trung bình mm (inches)                                                | 1.8 (0.07)                                                     | 2.8 (0.11)                                                     | 12.6 (0.50)                                                    | 32.1 (1.26)                                                    | 58.7 (2.31)                                                    | 68.3 (2.69)                                                    | 80.0 (3.15)                                                    | 85.5 (3.37)                                                    | 75.8 (2.98)                                                    | 35.9 (1.41)                                                    | 6.6 (0.26)                                                     | 0.7 (0.03)                                                     | 460.8 (18.14)                                                  |
| Số ngày giáng thủy trung bình (≥ 0.1 mm)                                               | 1.9                                                            | 2.7                                                            | 7.7                                                            | 10.4                                                           | 13.1                                                           | 13.9                                                           | 12.4                                                           | 12.0                                                           | 13.3                                                           | 11.7                                                           | 4.0                                                            | 1.1                                                            | 104.2                                                          |
| Độ ẩm tương đối trung bình (%)                                                         | 51                                                             | 50                                                             | 51                                                             | 52                                                             | 54                                                             | 59                                                             | 62                                                             | 64                                                             | 69                                                             | 67                                                             | 58                                                             | 53                                                             | 58                                                             |
| Số giờ nắng trung bình tháng                                                           | 151.8                                                          | 127.2                                                          | 135.6                                                          | 167.0                                                          | 178.9                                                          | 164.0                                                          | 184.4                                                          | 187.6                                                          | 127.1                                                          | 120.7                                                          | 143.5                                                          | 161.8                                                          | 1.849,6                                                        |
| Phần trăm nắng có thể                                                                  | 48                                                             | 41                                                             | 37                                                             | 43                                                             | 42                                                             | 38                                                             | 42                                                             | 45                                                             | 34                                                             | 34                                                             | 46                                                             | 53                                                             | 42                                                             |
| Nguồn: China Meteorological Administration (precipitation days and sunshine 1971–2000) |                                                                |                                                                |                                                                |                                                                |                                                                |                                                                |                                                                |                                                                |                                                                |                                                                |                                                                |                                                                |                                                                |

## Các đơn vị hành chính
Địa cấp thị Lũng Nam có các đơn vị cấp huyện sau:
- Quận Vũ Đô (武都區)
- Huyện Thành (成縣)
- Huyện Đãng Xương (宕昌縣)
- Huyện Khang (康縣)
- Huyện Văn (文縣)
- Huyện Tây Hòa (西和縣)
- Huyện Lễ (禮縣)
- Huyện Lưỡng Đương (兩當縣)
- Huyện Huy (徽縣)